# Кинај Пенинсула (Аљаска)
Кинај Пенинсула (енгл. Kenai Peninsula) град је у америчкој савезној држави Аљаска.

## Демографија
По попису из 2010. године број становника је 55.400, што је 5.709 (11,5%) становника више него 2000. године.
| Група             | 2000.          | 2010.          |
| Белци             | 42.263 (85,1%) | 45.879 (82,8%) |
| Афроамериканци    | 229 (0,5%)     | 269 (0,5%)     |
| Азијати           | 480 (1,0%)     | 631 (1,1%)     |
| Хиспаноамериканци | 1.087 (2,2%)   | 1.641 (3,0%)   |
| Укупно            | 49.691         | 55.400         |